# Europapokal der Pokalsieger (Handball) 1998/99
Am EHF-Europapokal der Pokalsieger 1998/99 nahmen 35 Handball-Vereinsmannschaften teil, die sich in der vorangegangenen Saison in ihren Heimatländern im Pokalwettbewerb für den Wettbewerb qualifizieren konnten.
Es war die 24. Austragung des Europapokals der Pokalsieger. Die Pokalspiele begannen am 11. September 1998 und endeten mit dem zweiten Finalspiel am 17. April 1999. Im Finale konnte sich der spanische Verein Ademar León gegen den Titelverteidiger aus Spanien CB Santander durchsetzen.

## Modus
Der Wettbewerb startete mit zwei Spielen in einer Ausscheidungsrunde. Die Sieger zogen in das Sechzehntelfinale ein, in der weitere, höher eingestufte, Mannschaften einstiegen. Alle Runden inklusive des Finales wurden im K.-o.-System mit Hin- und Rückspiel durchgeführt. Der Gewinner des Finales war Europapokalsieger der Pokalsieger der Saison 1998/99.

## Ausscheidungsrunde
Die Hin- und Rückspiele fanden am 28./29./30. August statt.
|                   | Gesamt |                       | Hinspiel | Rückspiel |
| ----------------- | ------ | --------------------- | -------- | --------- |
| HC Mamuli Tbilisi | 43:55  | SKAF Minsk            | 26:27    | 17:28     |
| HC Kehra Tallinn  | 42:49  | Handball Esch         | 20:21    | 22:28     |
| RK Bosna Visoko   | 60:42  | SPE Strovolou Nicosia | 30:23    | 30:19     |

## Sechzehntelfinals
Die Hin- und Rückspiele fanden zwischen dem 25. September 1993 und 3. Oktober 1993 statt.
|                           | Gesamt |                               | Hinspiel | Rückspiel |
| ------------------------- | ------ | ----------------------------- | -------- | --------- |
| RK Partizan Belgrad       | 46:40  | Pestszentlörinc Elektromos SE | 25:20    | 21:20     |
| Olse Merksem              | 36:57  | Sporting Toulouse 31          | 17:29    | 19:28     |
| Otterup HK                | 41:59  | Cantabria Santander           | 23:26    | 18:33     |
| Šiauliai Universitetas    | 31:71  | Ademar León                   | 12:32    | 19:39     |
| IFK Skövde HK             | 23:32  | Vardar Skopje                 | 23:22    | 0:10      |
| Wisła Płock               | 60:63  | IL Runar Sandefjord           | 34:29    | 26:34     |
| Çankaya Belediyesi Ankara | 54:49  | Istochnik Rostow              | 26:24    | 28:25     |
| Fibrex Săvineşti          | 38:66  | TV Niederwürzbach             | 21:37    | 17:29     |
| Handball Esch             | 46:57  | ACSI Haenna                   | 24:26    | 22:31     |
| Sporting Lissabon         | 42:46  | TJ VSŽ Košice                 | 24:22    | 18:24     |
| RK Bosna Visoko           | 35:37  | Athinaikos Athen              | 20:15    | 15:22     |
| HC Browary                | 51:40  | HK Lokomotiv Warna            | 31:19    | 20:21     |
| SKAF Minsk                | 39:43  | HV Aalsmeer                   | 24:24    | 15:19     |
| TSV St. Otmar St. Gallen  | 54:59  | RK Velenje                    | 31:26    | 23:33     |
| Dukla Prag                | 60:51  | RK Đakovo                     | 34:30    | 26:21     |
| Maccabi Rechovot          | 42:45  | UHC Tulln                     | 19:26    | 23:19     |

## Achtelfinals
Die Hinspiele fanden am 30./31. Oktober 1993 statt und die Rückspiele am 6./7. November 1993.
|                           | Gesamt |                  | Hinspiel | Rückspiel |
| ------------------------- | ------ | ---------------- | -------- | --------- |
| Vardar Skopje             | 53:51  | RK Velenje       | 29:23    | 24:28     |
| RK Partizan Belgrad       | 61:52  | TJ VSŽ Košice    | 35:27    | 26:25     |
| IL Runar Sandefjord       | 71:45  | ACSI Haenna      | 38:18    | 33:27     |
| Çankaya Belediyesi Ankara | 45:44  | HC Browary       | 24:17    | 21:27     |
| TV Niederwürzbach         | 65:50  | Dukla Prag       | 36:21    | 29:29     |
| Sporting Toulouse 31      | 51:39  | HV Aalsmeer      | 27:18    | 24:21     |
| Ademar León               | 59:34  | Athinaikos Athen | 30:14    | 29:20     |
| Cantabria Santander       | 47:35  | UHC Tulln        | 21:14    | 26:21     |

## Viertelfinals
Die Hinspiele fanden am 19./22./23. Januar 1994 statt und die Rückspiele am 26./29. November 1994.
|                           | Gesamt |                      | Hinspiel | Rückspiel |
| ------------------------- | ------ | -------------------- | -------- | --------- |
| IL Runar Sandefjord       | 49:55  | Cantabria Santander  | 24:24    | 25:31     |
| Çankaya Belediyesi Ankara | 42:60  | Ademar León          | 26:27    | 16:33     |
| TV Niederwürzbach         | 48:50  | RK Partizan Belgrad  | 28:22    | 20:28     |
| Vardar Skopje             | 50:46  | Sporting Toulouse 31 | 26:19    | 24:27     |

## Halbfinals
Die Hinspiele fanden am 23. März 1994 statt und die Rückspiele am 6./7. April 1994.
|                     | Gesamt |                     | Hinspiel | Rückspiel |
| ------------------- | ------ | ------------------- | -------- | --------- |
| Vardar Skopje       | 47:64  | Ademar León         | 27:29    | 20:35     |
| RK Partizan Belgrad | 43:45  | Cantabria Santander | 26:23    | 17:22     |

## Finale
Das Hinspiel fand am 10. April 1999 in Santander statt und das Rückspiel am 17. April 1999 in León. Die Begegnung war die gleiche wie im spanischen Pokalfinale im Vorjahr. Dort gewann zwar Cantabria Santander, war aber als Titelverteidiger bereits für den Europapokal der Pokalsieger qualifiziert, weshalb Ademar León ebenfalls teilnahm.
|                     | Gesamt |             | Hinspiel | Rückspiel |
| ------------------- | ------ | ----------- | -------- | --------- |
| Cantabria Santander | 43:51  | Ademar León | 20:19    | 23:32     |